# Stenostygia
Stenostygia é um gênero de traça pertencente à família Arctiidae.